# Themed Entertainment Association
La Themed Entertainment Association (TEA) es una asociación internacional sin ánimo de lucro que representa a los creadores, desarrolladores, diseñadores y productores de la industria del entretenimiento ligada a los parques temáticos. Según sus estatutos, su misión es la de facilitar el diálogo y la comunicación entre sus miembros, estimular el conocimiento y el crecimiento profesional y aumentar el tamaño, la diversidad y la presencia de la industria ligada a los parques temáticos.